# 韦会
韦会（？—750年），京兆府万年县（今陕西省西安市长安区）人，出自京兆韦氏驸马房，唐朝官员。

## 生平
天宝九载（750年），王鉷的弟弟户部郎中王銲是个凶险不法之徒，召方士任海川在家中游玩，询问自己的样貌以占卜命运，问道：“你看我有没有当王的面相？”任海川惧怕，就逃走藏了起来。王鉷担心此事泄露，就命令搜捕，到冯翊郡将他捉拿，假托其他的事用棍棒打死了任海川。王府司马韦会是定安公主的儿子，听说此事后说给自己的家人听，被婢女告诉了雇工。有人怨恨韦会，就把事情告诉了王鉷，王鉷派贾季邻将韦会收捕在长安监狱中，到晚上将他勒死，次日早晨将尸体运回韦会家。韦会是唐玄宗李隆基的堂外甥，同母异父的哥哥王繇娶永穆公主，但是韦会家人都非常恐惧不敢声张。

## 家庭

### 父母
- 韦濯，太仆卿、驸马都尉
- 定安公主，唐中宗李显之女。

### 子
- 韦鹔、韦雕、韦鹗

### 女
- 韦氏，唐德宗贤妃。
- 韦氏，崔蕃母[4]。